# TVR Cultural
TVR Cultural es un canal de televisión pública de Rumanía, perteneciente a TVR. Se trata de un canal de arte y cultura.

## Historia
El canal inició emisiones el 26 de abril de 2002, inspirándose en el canal Arte y otros canales europeos centrados en programación cultural y artística. Sin embargo, el canal cerraría el 15 de septiembre de 2012 en el marco de una serie de medidas para la recuperación económica de TVR. Hubo críticas generalizadas a esta decisión.
El 9 de febrero de 2022, TVR aprobó una votación interna en su consejo para relanzar TVR Info y TVR Cultural. El 7 de septiembre de 2022, el Consejo Nacional Audiovisual de Rumanía otorgó una licencia para reiniciar las emisiones. Sus emisiones se reanudaron el 1 de diciembre de 2022, coincidiendo con el Día Nacional de Rumanía.

## Programación
- Literatura de azi
- Săptămâna culturală
- Magazinul de litere
- Profil, poveste, personaj
- Spectacool
- Tichia de mărgăritar
- Al doilea sex
- La porțile ceriului
- Concertele TVR Cultural
- Capodopere
- Maestro
- Spectacol de operă
- Dance Makers
- Lumea și noi
- Întâlniri în Europa
- ArtMakers
- Oul pătrat
- Art@.ro
- Iluminatul public
- Campania Premiile TVR Cultural
- Despre documentar... și încă ceva în plus
- Întâlnirea de vineri seara